# Yevno Azef
Yevno Físhelevich Azef (1869-24 de abril de 1918) fue un ingeniero y agente de policía ruso infiltrado en el movimiento revolucionario, jefe en la primera década del siglo xx de la Organización de Combate SR como agente infiltrado de la policía secreta zarista.

## Comienzos
Hijo de un sastre judío pobre, nació en la zona occidental del Imperio ruso, en Rostov del Don, en 1869. Padeció pobreza y antisemitismo durante su infancia, pero logró licenciarse como ingeniero. Como muchos otros jóvenes judíos de la época, se unió al movimiento revolucionario, que prometía poner fin a la discriminación que sufrían en el país. Carente de ideales y escrúpulos, Azef se convirtió, sin embargo, en informador de la policía ya durante su época universitaria. Había abandonado Rusia en 1892, tras robar ochocientos rublos a su jefe y se convirtió en informador de la policía en Alemania para costearse los estudios. Se afilió al partido socialrevolucionario a instigación de la policía.

## Ingreso en la Ojrana y primeras acciones
Trabajó para la Ojrana desde 1893, una vez licenciado en ingeniería eléctrica. Aunque carecía de encanto personal, era temido por sus superiores de la Ojrana y del Ministerio del Interior. Codicioso y de gran sangre fría, se lo consideraba astuto. Los ingresos que acumuló de los pagos del partido y de la policía le permitieron mantener sus gustos lujosos. Regresó a Rusia en 1899. Tuvo un papel destacado en la fundación del Partido Social-Revolucionario en 1901.
Azef, agente de Serguéi Zubátov (véase zubátovschina), se había infiltrado en el Partido Social-Revolucionario y se había ganado la confianza de sus dirigentes. La valiosa información que Azef había comunicado a la policía le había permitido a esta realizar varios golpes contra la organización revolucionaria, como la captura de la imprenta clandestina de Tomsk en 1901. Ese mismo año, el partido creó la Organización de Combate SR. Los atentados de esta —con autonomía casi total respecto del partido— debía servir para fomentar la insurrección popular contra la autocracia.
En julio de 1902, recibió la orden de unirse a la Organización de Combate SR, en la que se hizo amigo de Grigori Gershuni. Esta orden en realidad infringía el reglamento del Ministerio del Interior, que prohibía a los agentes infiltrados ingresar en la dirección de las organizaciones clandestinas. En octubre de 1902, se unió a un grupo de socialrevolucionarios de la Organización de Combate en Kiev, que preparaban el asesinato del ministro del Interior, Viacheslav von Pleve. Gracias a la intervención de Azef, los terroristas fueron detenidos en enero y febrero de 1903. Estos arrestos permitieron averiguar a la policía la identidad del jefe de la Organización de Combate, lo que condujo a redoblar los esfuerzos para capturar a Gershuni.

## Al mando de la Organización de Combate
El arresto de Gershuni tras el asesinato del gobernador de Ufá produjo una consecuencia extraordinaria: Gershuni había decidido que, en caso de arresto, fuese Azef quien le sucediese a la cabeza de la Organización de Combate. La dirección socialrevolucionaria accedió a los deseos de Gershuni, lo que entregó el mando de la Organización a un agente doble al servicio de la policía,  además que Azef ingresó al mismo tiempo en el comité central del partido. Este acontecimiento hizo pensar al ministerio del Interior que la Organización de Combate pronto quedaría desbaratada. y que sus planes de atentados serían comunicados anticipadamente por Azef y evitados. Esto resultó un error de cálculo pues Azef procedía cual mercenario que denunciaba a sus compañeros de organización por dinero y no por simpatía hacia el Gobierno imperial y que ya había ocultado información a sus superiores anteriormente, ante ello Azef sopesó lo peligroso que podía resultarle frustrar todos los planes de los socialrevolucionarios pues la sospecha de que un traidor estuviese desbaratando sus atentados podía costarle el puesto y la vida a manos de la Organización de Combate.
Así, cuando la Organización retomó los planes para asesinar al ministro Pleve a finales del verano de 1903, Azef los dirigió y mientras comunicaba algunos planes de los socialrevolucionarios, mantenía otros en secreto. En enero de 1904, denunció a la policía a una antigua colaboradora de la Organización, Serafina Klichoglu, que había formado su propia red socialrevoluconaria y planeaba asesinar al ministro, lo que aumentó su prestigio en la policía. Azef, que consideraba a Pleve instigador de los pogromos contra la comunidad judía, permitió su asesinato en julio de 1904, aunque antes había permitido diversos atentados contra Plehve en marzo y abril, que habían fracasado.
En parte, el asesinato del ministro se debió a la necesidad que tenía Azef de despejar las sospechas cada vez mayores de los socialrevolucionarios sobre sus actividades; ante ello viajó entonces a Kiev para reunir a sus subordinados, que se habían trasladado a la ciudad para tratar de asesinar al gobernador general de la ciudad, y regresar a la capital para preparar el atentado que finalmente tuvo éxito,  pese a que en junio Azef había tranquilizado a la policía indicando que los revolucionarios carecían de bombas y que no había peligro inminente de un ataque contra el ministro. A pesar de que la policía sabía que el asesinato del ministro lo había perpetrado la Organización de Combate, aceptó las excusas de Azef por el atentado y se le permitió continuar en su puesto de infiltrado,  pero el éxito del ataque contra Plehve acabó con las dudas de los socialrevolucionarios, lo cual permitió a Azef continuar en su papel de agente doble durante cuatro años más. Durante su periodo al frente de la Organización, tuvo lugar también el asesinato del gran duque Sergio, tío del zar, en 1905.
Aunque bajo sospecha de los socialrevolucionarios desde 1902, Azef logró disipar esta gracias a diversos atentados afortunados, llevados a cabo con la cooperación de la policía,  pues en ninguna de las diversas ocasiones en las que se sospechó la cooperación de Azef con la policía se pudo demostrar tal auxilio. Finalmente, el escritor radical Vladímir Búrtsev, que había regresado a Rusia en 1906, acusó a Azef de trabajar para la policía; consiguió recabar pruebas de su complicidad con la policía entre finales de 1908 y comienzos de 1909. Al principio, los dirigentes socialrevolucionarios rechazaron las acusaciones de Búrtsev, alegando que Azef era miembro del comité central, llevaba quince años como revolucionario y seis como destacado miembro de la Organización de Combate. Pero Búrtsev logró corroborar sus sospechas gracias a la información de un burócrata que fuera director del Departamento de Policía en tiempos de Pleve que, al enterarse de que Azef había sido el responsable del asesinato del ministro y más tarde del tío del zar —lo que puso fin a la carrera del burócrata en el ministerio de Interior—, no tuvo reparos en desenmascarar a Azef.
El partido decidió formar un tribunal para juzgar a Azef, que se negó a presentarse ante él y permaneció de viaje por Francia junto a su amante. Azef regresó a Rusia y trató de que el antiguo director de Policía se retractase, pero este no solo rechazó tal pedido, sino que repitió su declaración ante unos representantes socialrevolucionarios. El 5 de enero de 1909, una delegación del comité central del partido le exigió que explicase su relación con la Ojrana; Azef negó la acusación pero prometió explicarse al día siguiente para, a continuación, abandonar suelo ruso precipitadamente. Para entonces y a pesar de los titubeos de parte de la dirección socialrevolucionaria, se había decidido asesinarle.

## Exilio
Pasó por Italia, Oriente Próximo y Escandinavia antes de afincarse en Berlín. Permaneció en Alemania bajo nombre supuesto desde 1910 hasta su muerte en 1918. Gracias a sus ganancias en bolsa, llevó una vida de sibarita. Entre 1915 y 1917, durante la Primera Guerra Mundial, las autoridades alemanas le mantuvieron arrestado como sospechoso de ser un agente ruso; víctima de una enfermedad renal y privado de su riqueza, fue liberado a fines de 1917 pero murió el 24 de abril de 1918 en un hospital de Berlín.